# Kongo (rivier)
De Kongo (ook wel Congo of Congostroom) is de waterrijkste en na de Nijl de langste rivier van Afrika en maakt deel uit van het Kongobekken. Hij stroomt door het op een na grootste regenwoudgebied ter wereld, en vormt een belangrijke scheepvaartverbinding voor Centraal-Afrika.

## Omschrijving

Bevaarbaarheid van de Kongo met de bovenloop in het rood aangeduid (Lualaba)

De Kongo heeft na de Amazone zowel het grootste stroomgebied als het grootste debiet ter wereld. De Kongo ontspringt in de provincie Lualaba in Congo-Kinshasa, met als bron de rivieren Luapula en Lualaba, en mondt aan de grens met Angola uit in een 40 kilometer brede baai aan de Atlantische Oceaan. Als Kongo-zeestroom zet hij zich nog 150 kilometer onder het zeewater voort.
De Kongo is 4373 kilometer lang (4667 kilometer als ook de Chambeshi wordt meegerekend, die via de Lualaba in de Kongo stroomt), en bevat veel stroomversnellingen en watervallen. De reeks watervallen en stroomversnellingen op de benedenloop draagt de naam Livingstonewatervallen. Deze laatste maken zeescheepvaart op de rivier onmogelijk.
Hij bestaat uit vier delen:
- Bovenloop: van de bron tot Kisangani
- Middenloop: van Kisangani tot Kinshasa
- Benedenloop: van Kinshasa tot Matadi
- Estuarium: van Matadi tot de Atlantische Oceaan

### Bevaarbaarheid en transport
Circa 3000 kilometer van de Kongo is bevaarbaar en vormt een belangrijke scheepvaartverbinding. Enkel de middenloop en de Kongo-zeestroom zijn vlot bevaarbaar. De benedenloop wordt gekenmerkt door de talrijke watervallen, terwijl de bovenloop moeilijker bevaarbaar is door zijn wisselend debiet (en door watervallen). Het lagere deel van de Lualaba, tussen Kindu en Ubundu (Boyamawatervallen), is eveneens bevaarbaar voor meer dan 300 kilometer.
In de buurt van Kisangani en tussen Kinshasa en Matadi zijn er spoorwegen aangelegd om deze watervallen te kunnen passeren. Zo zijn er bijvoorbeeld tussen Kinshasa en Matadi alleen al 38 watervallen. Veel transport in Centraal-Afrika vindt via de Kongo plaats; onder andere van koper, palmolie (in de vorm van palmpitten), suiker, koffie.

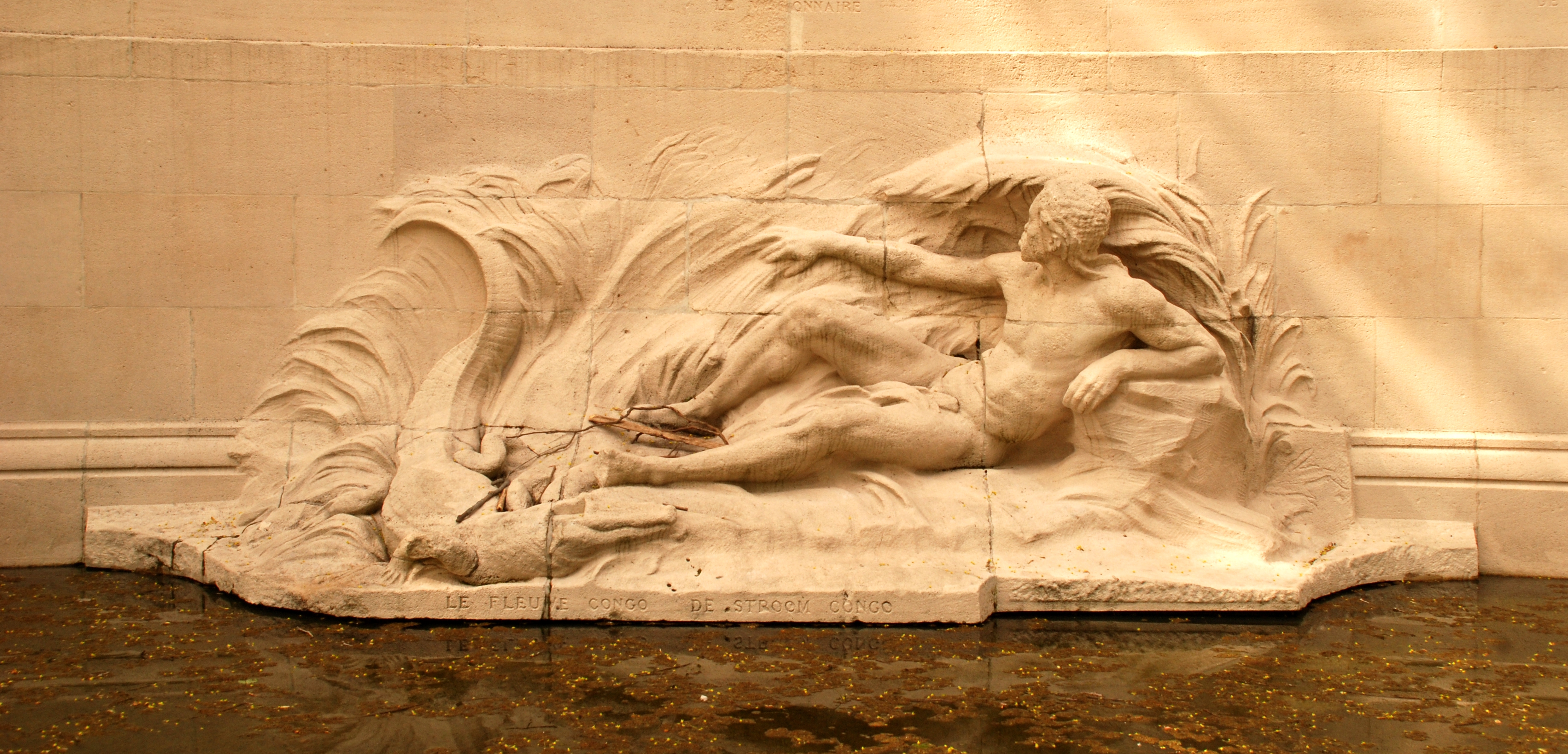
Allegorische voorstelling van de rivier de Congo op het monument voor de Belgische pioniers in Congo

## Europese ontdekking
De monding van de Kongo werd in 1482 ontdekt door de Portugese ontdekkingsreiziger Diogo Cão, die merkte dat het zeewater ineens zoeter werd. In 1816 voer een Britse expeditie de rivier op tot Sangila. Henry Morton Stanley was de eerste Europeaan die de gehele rivier verkende. Hij kon ten slotte vaststellen dat de Lualaba, in tegenstelling tot wat werd aangenomen, geen bron van de Nijl was.

## Steden
De beide staten Congo-Kinshasa en Congo-Brazzaville hebben hun naam ontleend aan deze rivier, die van 1971 tot 1997 in het eerstgenoemde land de Zaïre heette. Dat land heette in deze periode zelf ook Zaïre.
De twee belangrijkste steden aan de Kongo zijn Brazzaville en Kinshasa. Andere steden zijn Boma, Bumba, Kisangani, Matadi en Mbandaka.

## Belangrijke zijrivieren
- rechts: Lufira, Luvua, Lukuga, Lindi, Aruwimi, Ubangi, Sangha
- links: Lomami, Maringa, Busira, Kasaï

## Waterkracht
DRC beschikt over een enorm potentieel vermogen voor de opwekking van elektriciteit door middel van waterkrachtcentrales, vooral geconcentreerd in het stroomgebied van de Kongo. Het totaal wordt geraamd op 100 gigawatt (GW), waarmee het land wereldwijd na de Volksrepubliek China en Rusland op de derde plaats komt te staan.
Bij de Ingadam in de benedenloop wordt al elektriciteit opgewekt door waterkracht. Het volledige geraamd potentieel bij de watervallen van Inga is 40 GW waarvan vandaag slechts een fractie wordt benut. Hier staan twee waterkrachtcentrales, de Inga 1 en 2, met een opgesteld vermogen van minder dan 2 GW. Door gebrekkig onderhoud worden de bestaande centrales slechts deels benut. Daarenboven zijn er plannen voor Inga 3 (capaciteit circa 4,8 GW) en zelfs voor Grand Inga, een gigantische hydro-elektrische centrale met een vermogen van 39 GW.

## Sedimenttransport
De rivier transporteert jaarlijks 86 miljoen ton sediment in suspensie naar de Atlantische Oceaan en een bijkomende 6% rolt over de bedding.

## Film
In 2006 kwam de film Congo River van Thierry Michel uit. Deze documentaire van 116 minuten volgt de rivier van monding naar de bron en vertelt vooral de verhalen van mensen die langs de rivier wonen.